# 1259 Ogyalla
1259 Ogyalla је астероид главног астероидног појаса са пречником од приближно 33,13 .
Афел астероида је на удаљености од 3,513 астрономских јединица (АЈ) од Сунца, а перихел на 2,687 АЈ.
Ексцентрицитет орбите износи 0,133, инклинација (нагиб) орбите у односу на раван еклиптике 2,385 степени, а орбитални период износи 1994,136 дана (5,459 година).
Апсолутна магнитуда астероида је 11,00 а геометријски албедо 0,064.
Астероид је откривен 29. јануара 1933. године.